# اجاناهالی، مقادی
اجاناهالی، مقادی (به انگلیسی: Ajjanahalli, Magadi) یک روستا در هند است که در کارناتاکا واقع شده‌است.